# Klinja
Klinja je naseljeno mjesto u sastavu općine Kalinovik, Republika Srpska, BiH.

## Povijest
Nakon što je na Morinama izgrađena crkva, prešlo se na gradnju još jedne crkve namijenjene sjevernom dijelu nevesinjske župe, u gornjem toku Neretve, u predjelu zvanom Borač, gdje je bio veći broj katolika. Još prije Prvoga svjetskog rata određeno je da se gradi crkva u Klinji, u Donjem Borču, gdje je bilo mnoštvo katolika. Katolici iz sela Kovačića, Klinje, Cerove, Tomišlja, Obadi i Oblja 1913. godine su od biskupa u Mostaru zatražili odobrenje za graditi kapelicu sv. Petra u Klinji. Izgradnju bi financirao mjesni katolik Nikola Vuletić, knez iz Cerove. Ordinarijat je pozdravio zahtjev i najavio blagoslov temeljnoga kamena i već 6. prosinca 1913. biskup je izdao i potrebnu dozvolu za gradnju crkve.
Bila je određena i lokacija za crkvu, kod same žandarske vojarne. Odmah se prišlo gradnji crkve koja je trebala biti posvećena sv. Petru. Već je bio pripremljen građevinsk materijal, velike gomile otesana kamena za obrube, prozore i vrata. Radovi na crkvi su počeli 1914. godine. Temelji su bili postavljeni i kamen isklesan. Predviđeni izgled bio je kao onaj crkve u Donjem Hrasnu, dužine bi bila 10 metara te još dva metra za polukružnu oltarsku apsidu, širine 6 i visine 3 metra. Izbijanje Prvoga svjetskog rata sve je poremetilo. Gomile pripremljena kamena ostale su napuštene, a crkva neizgrađena. 
Kad je propala Austro-Ugarska, katolicima stvari krenule su krivo. Crkva je ostala neizgrađena, a pripremljeni kamen nagomilan na crkvištu, neposredno uza žandarmerijsku postaju, ostao je napušten. U Kraljevini SHS dolazila je do izražaja velikosrpska hegemonija i otežavanje katolicima. Svakako su vlasti osporavale daljnju gradnju crke i naposljetku je kotarska vlast zabranila daljnji proces gradnje crkve.
Moralo je proći i više od dvadeset godina da ovaj dio župe ugleda svoju crkvu. No, crkva nije izgrađena u Klinji, nego zbog politike, izgrađena je u Ulogu na Lučinama, jer je Ulog bilo sjedište kotarske ispostave, osnovna škola i žandarska vojarna, a Ulog je bio i općina. K tome trgovci iz Uloga Doder Uroš i ostali, te službenici iz tih javnih ustanova pretegli su u ovoj odluci te je odlučeno da se crkva podigne u Ulogu, i to na Lučinama.
Drugi svjetski rat bio je vrlo tegobno razdoblje za Hrvate nevesinjske župe. Mnogi su otišli, već 1941. planištarima je opao broj, a kobne 1942. slijedi krvavo opadanje i propadanje. Već od siječnja četnički pohodi okrvavili su Neretvu, u koje su četnici u prvom pohodu bacali ljude, žene i djecu, ubijene i žive koje su onda s obale puškom gađali. Preživjele su spasili muslimani kroz čija ih je sela Neretva nosila. Zbog višekratnog četničkoga koljačkog pohoda nevesinjska župa izgubila je oko 300 članova. Godina 1942. bila je osobito teška za klinjske katolike, kad je ubijeno je i nestalo: 3 osobe prezimenom Previšića i Papac. Dosta preživjelih se 1946. godine vratilo na svoja imanja, no snažni pritisci učinili su da su napustili svoju djedovinu i raselili se diljem svijeta. U poraću je val iseljavanja zahvatio čitav ovaj kraj, no odseljenici su održavali cijelo vrijeme vezu s rodnim krajem.

## Stanovništvo
| Klinja        |            |             |             |       |
| godina popisa | 1991.      | 1981.       | 1971.       | 1961. |
| Hrvati        |            |             |             |       |
| Srbi          | 7 (53,85%) | 24 (57,14%) | 43 (47,25%) | 50    |
| Muslimani     | 6 (46,15%) | 18 (42,86%) | 48 (52,75%) | 55    |
| ostali        |            |             |             |       |
| ukupno        | 13         | 42          | 91          | 105   |